# Toei Company
Toei Company, Limited (東映株式会社, Tōei kabushiki gaisha), plus connue sous le nom de Tōei (東映), est une entreprise japonaise de production de films et de télévision qui couvre également la distribution de films. Le nom « Tōei » provient de la contraction de « Tōkyō Eiga Haikyū » (東京映画配給, litt. Compagnie de distribution de films de Tokyo), le nom initial de l'entreprise. 
La Toei est plus connue par les amateurs de films d'action pour ceux mettant en vedette Sonny Chiba, par les amateurs de violence et de sexe pour les films tournés par Norifumi Suzuki, par les amateurs de films de yakuzas pour ceux de Kinji Fukasaku ainsi que par les amateurs de dessins animés pour les anime développés à partir de mangas populaires publiés dans Weekly Shōnen Jump (dont Slam Dunk, Olive et Tom, Dragon Ball et sa suite Dragon Ball Z, Saint Seiya et One Piece), 

## Filmographie sélective
- 1953 : La Tour des lys (ひめゆりの塔, Himeyuri no tō?) de Tadashi Imai
- 1955 : Le Mont Fuji et la lance ensanglantée (血槍富士, Chiyari Fuji?) de Tomu Uchida
- 1957 : Gens de rizière (米, Kome?) de Tadashi Imai
- 1960 : Meurtre à Yoshiwara (花の吉原百人斬り, Hana no Yoshiwara hyaku-nin giri?) de Tomu Uchida
- 1961 : La Légende de Musashi Miyamoto (宮本武蔵, Miyamoto Musashi?) de Tomu Uchida
- 1962 : Les Moines lanciers du temple Hozoin (宮本武蔵 般若坂の決斗, Miyamoto Musashi: Hannyazaka no kettō?) de Tomu Uchida
- 1963 : À deux sabres (宮本武蔵 二刀流開眼, Miyamoto Musashi: Nitōryū kaigen?) de Tomu Uchida
- 1963 : Contes cruels du Bushido (武士道残酷物語, Bushidō zankoku monogatari?) de Tadashi Imai
- 1964 : Seul contre tous à Ichijoji (宮本武蔵 一乗寺の決斗, Miyamoto Musashi: Ichijōji no kettō?) de Tomu Uchida
- 1965 : Duel de l'aube (宮本武蔵 巌流島の決斗, Miyamoto Musashi: Ganryū-jima no kettō?) de Tomu Uchida
- 1965 : Le Détroit de la faim (飢餓海峡, Kiga kaikyo?) de Tomu Uchida
- 1966 : Le Lac des larmes (湖の琴, Mizuumi no koto?) de Tomotaka Tasaka
- 1968 : Lady Yakuza : La Pivoine rouge (緋牡丹博徒, Hibotan bakuto?) de Kōsaku Yamashita
- 1969 : Lady Yakuza : Le Jeu des fleurs (緋牡丹博徒 花札勝負, Hibotan bakuto: Hanafuda shōbu?) de Tai Katō
- 1969 : Le Caïd de Yokohama (日本暴力団 組長, Nihon bōryoku-dan: Kumichō?) de Kinji Fukasaku
- 1972 : Okita le pourfendeur : Yakuza moderne (現代やくざ 人斬り与太, Gendai yakuza: Hito-kiri yota?) de Kinji Fukasaku
- 1972 : La Femme scorpion (女囚７０１号 さそり, Joshū 701-gō: Sasori?) de Shun’ya Itō
- 1972 : Elle s'appelait Scorpion (女囚さそり 第４１雑居房, Joshū sasori: Dai-41 zakkyo-bō?) de Shun’ya Itō
- 1973 : Golgo 13 (ゴルゴ13, Gorugo 13?) de Jun'ya Satō
- 1973 : La Tanière de la bête (女囚さそり けもの部屋, Joshū sasori Kemono-beya?) de Shun’ya Itō
- 1973 : Le Pensionnat des jeunes filles perverses (恐怖女子高校 暴行リンチ教室, Kyōfu joshikōkō: bōkō rinchi kyōshitsu?) de Norifumi Suzuki
- 1973 : Combat sans code d'honneur (仁義なき戦い, Jingi naki tatakai?) de Kinji Fukasaku
- 1973 : Mélodie de la rancune (女囚さそり 701号怨み節, Joshū sasori: 701-gō urami-bushi?) de Yasuharu Hasebe
- 1973 : Combat sans code d'honneur 2 : Deadly Fight in Hiroshima (仁義なき戦い 広島死闘篇, Jingi naki tatakai: Hiroshima shitō hen?) de Kinji Fukasaku
- 1974 : Le Couvent de la bête sacrée (聖獣学園, Seijū gakuen?) de Norifumi Suzuki
- 1974 : Combat sans code d'honneur 5 : La Partie finale (仁義なき戦い 完結篇, Jingi naki tatakai: Kanketsu-hen?) de Kinji Fukasaku
- 1975 : Super Express 109 (新幹線大爆破, Shinkansen daibakuha?) de Jun'ya Satō
- 1975 : Yakuza (The Yakuza) de Sydney Pollack
- 1979 : Les Guerriers de l'Apocalypse (戦国自衛隊, Sengoku jieitai?) de Kōsei Saitō
- 1979 : Nihon no fikusā (日本の黒幕?) de Yasuo Furuhata
- 1981 : Samurai Reincarnation (魔界転生, Makai tenshō?) de Kinji Fukasaku
- 1982 : Dans l'ombre du loup (鬼龍院花子の生涯, Kiryūin hanako no shōgai?) de Hideo Gosha
- 1983 : La Ballade de Narayama (楢山節考, Narayama bushi-ko?) de Shōhei Imamura
- 1985 : Sombre crépuscule (花いちもんめ, Hana ichimonme?) de Jun'ya Satō
- 1987 : Zegen, le seigneur des bordels (女衒, Zegen?) de Shōhei Imamura
- 1999 : Poppoya (鉄道員?) de Yasuo Furuhata
- 2000 : Battle Royale (バトル・ロワイアル, Batoru rowaiaru?) de Kinji Fukasaku
- 2003 : Battle Royale 2: Requiem (バトル・ロワイアルＩＩ 【鎮魂歌】, Batoru rowaiaru II: Rekuiemu?) de Kinji Fukasaku et Kenta Fukasaku
- 2023 : Les Chevaliers du Zodiaque (聖闘士星矢 The Beginning, Knights of the Zodiac?) de Tomasz Bagiński